# کیومرث پوراحمد
کیومرث پوراحمد (۲۵ آذر ۱۳۲۸ – ۱۶ فروردین ۱۴۰۲) فیلم‌ساز و نویسندهٔ ایرانی بود. او یکی از فیلمسازان نسل پس از انقلاب ۱۳۵۷ بود که در دهه‌های ۱۳۶۰ تا ۱۳۸۰ چندین فیلم و سریال ساخت. او در اواخر دههٔ ۱۳۶۰ مجموعهٔ تلویزیونی قصه‌های مجید را بر پایه داستانی به همین نام از هوشنگ مرادی کرمانی کارگردانی کرد. او برای فیلم خواهران غریب (۱۳۷۴) برندهٔ سیمرغ بلورین بهترین کارگردانی جشنواره فیلم فجر شد. برای اتوبوس شب (۱۳۸۵) نیز جوایزی کسب کرد. کیومرث پوراحمد در ۱۶ فروردین ۱۴۰۲ در ۷۳ سالگی جان باخت.

## زندگی
پوراحمد در ۲۵ آذر ۱۳۲۸ در نجف‌آباد اصفهان زاده شد. مادرش پروین‌دخت یزدانیان در مجموعهٔ تلویزیونی قصه‌های مجید حضور داشت. کیومرث پوراحمد با مهرانه ربّی ازدواج کرد. دختر آنها مریم پوراحمد نیز در فیلم شب یلدا به ایفای نقش پرداخته است. پوراحمد زندگی‌نامهٔ خود را در کتابی تحت عنوان کودکی نیمه‌تمام منتشر کرد.

## فعالیت هنری

### دههٔ ۱۳۵۰
پوراحمد فعالیت خود را با نقدنویسی به‌ویژه در ماهنامهٔ فیلم آغاز کرد و از ۱۳۵۳ با دستیاری کارگردان در مجموعهٔ تلویزیونی آتش بدون دود ساختهٔ نادر ابراهیمی وارد فیلم‌سازی حرفه‌ای شد. او در سال ۱۳۵۷ فیلم‌نامه فیلم قصهٔ خیابان دراز را نوشت که چندان دیده نشد. در سال ۱۳۵۵ برای آنکه مجوز ساخت فیلم در کانون پرورش فکری کودکان و نوجوانان را بگیرد فیلم کوتاه هدف را با اقتباس از داستان بهرام صادقی ساخت و توانست در سال ۱۳۵۶ فیلم زنگ اول، زنگ دوم را برای کانون پرورش فکری کودکان و نوجوانان بسازد که جایزه بهترین فیلم کوتاه جشنواره جهانی کودک همان سال را گرفت. کیومرث پوراحمد همان سال دربارهٔ جبار باغچه‌بان فیلم هرگز نمیرد آنکه… و در سال ۱۳۵۷ مستند تلویزیونی خلیج فارس؛ جغرافیای فقر و غنا را ساخت. در سال ۱۳۵۸ فیلم آوازه خوان او جایزه بهترین فیلم زنده حرفه‌ای را از جشنواره کودک ایران و دیپلم افتخار دانشکده هنرهای دراماتیک را برای بهترین کارگردانی گرفت. او در سال ۱۳۵۹ فیلم کوتاه به ترتیب قد را ساخت.

### دههٔ ۱۳۶۰
پوراحمد در دههٔ ۱۳۶۰ آغاز سریال هفت قسمتی تابستان سال آینده و فیلم یک ساعته باران را در ۱۳۶۱ ساخت که از باران در دومین جشنواره فجر تقدیر شد. او سپس نخستین فیلم بلند خود تاتوره را ساخت. داستان این فیلم با بازی داوود رشیدی و پروانه معصومی دربارهٔ مبارزهٔ کارگران با حکومت پهلوی بود. او سپس با بی‌بی چلچله وارد مسیر ساخت فیلم با محوریت شخصیت‌های کودک و نوجوان شد. این فیلم با نگاهی به رمان درخت پرتقال زیبای من نوشته ژوزه مائورو ده واسکونسلوس ساخته شد. وی همچنین در سال ۱۳۶۵ در فیلم خانه دوست کجاست؟ دستیار عباس کیارستمی بود. در نیمهٔ دوم دههٔ ۱۳۶۰ و پس از موفقیت فیلم‌های لنگرگاه و شکار خاموش در گیشه، کارنامه حرفه‌ای او متحول شد.

### دهه ۱۳۷۰
پوراحمد که سابقهٔ کار در تلویزیون را داشت در پایان دههٔ ۱۳۶۰ با قصه‌های مجید یکی از موفق‌ترین سریال‌های تاریخ تلویزیون ایران را ساخت که در آغاز دهه ۱۳۷۰ پخش شد. قصه‌های مجید نه تنها یکی از پرمخاطب‌ترین مجموعه‌های صدا و سیمای جمهوری اسلامی در دههٔ ۱۳۷۰ بود که با تحسین گستردهٔ منتقدان سینما مواجه شد. او به فاصلهٔ کوتاهی دو نسخهٔ سینمایی را با عنوان‌های شرم و نان و شعر با حضور شخصیت مجید کارگردانی کرد که در اکران موفق بودند.
کیومرث پوراحمد با خواهران غریب یکی از پرمخاطب‌ترین فیلم‌های دهه ۱۳۷۰ را ساخت. او سپس مجموعه‌ای پلیسی معمایی سرنخ را ساخت. استعداد بازیگری محمدرضا فروتن که در همین دهه به ستارهٔ سینمای ایران تبدیل شد، نخستین بار در یک قسمت از همین سریال کشف شد و مورد توجه قرار گرفت. کیومرث پوراحمد همچنین مستند به نام مرتضی و ما در ستایش از فیلم‌ساز همکار، سید مرتضی آوینی ساخت.

### دههٔ ۱۳۸۰
دههٔ ۱۳۸۰ برای کیومرث پوراحمد با یکی از نقاط اوج کارنامهٔ سینمایی او آغاز شد. شب یلدا که بر پایه تجریبات شخصی خود او در مقطعی از زندگی‌اش ساخته شده بود یکی از موفق‌ترین فیلم‌های او بود. این فیلم نظرات مثبتی از سوی منتقدان دریافت کرد و در اکران نیز نظر تماشاگران را جلب کرد. اما تلاش بعدی پوراحمد برای ساخت گل یخ به‌عنوان فیلمی موزیکال و عامه‌پسند شکست خورد و دورانی آغاز شد که دیگر موفقیت مداوم نداشت. در همین دهه او چند بار قصد داشت فیلم تاریخی شاه را دربارهٔ دورانی از پادشاهی محمدرضا پهلوی بسازد که با وجود تغییر فیلم‌نامه، به‌دلیل مخالفت برخی نهادها به سرانجام نرسید.
مهم‌ترین فیلم او در این دهه اتوبوس شب محصول ۱۳۸۵ بود. فیلمی سیاه‌وسفید دربارهٔ انتقال اسرای عراقی در دوران جنگ ایران و عراق که به‌دلیل بازی قابل‌توجه خسرو شکیبایی در نقش راننده اتوبوس و مایه‌های ضدجنگ، مورد توجه قرار گرفت. سریال پرانتز باز که پس از انتخابات ریاست‌جمهوری ۱۳۸۸ از تلویزیون پخش شد یک اثر نه‌چندان موفق دیگر پوراحمد بود که به‌گفتهٔ خودش با بی‌میلی ساخت و به‌اندازهٔ سریال‌های قبلی او به‌یادماندنی از کار درنیامد.

### دههٔ ۱۳۹۰ و ۱۴۰۰
تلاش پوراحمد در آغاز دههٔ ۱۳۹۰ برای تجربهٔ متفاوت در یک فیلم جنگی دیگر با ۵۰ قدم آخر به‌شدت شکست خورد و در نخستین نمایش در جشنوارهٔ فیلم فجر با واکنش منفی منتقدان مواجه شد. در سال ۱۳۹۴ روایت شخصی او از بیماری آلزایمر مادرش در فیلم کفش‌هایم کو؟ بازگشتی به سینمای دههٔ ۱۳۷۰ خودش به‌شمار رفت.
در سال ۱۳۹۳ جلسات کارگاه فیلم‌نامه‌نویسی با تدریس پوراحمد با همت مرکز آموزش معاونت فرهنگی و اجتماعی دانشگاه علامه طباطبائی برگزار شدند. در سال ۱۳۹۴ فیلم مستندی دربارهٔ زندگی پوراحمد به نام به خاطر کیومرث به کارگردانی مازیار هاشمی ساخته شد.
پوراحمد در این دهه دو فیلم دیگر ساخت؛ تیغ و ترمه در سال ۱۳۹۷ که تلاشی برای نزدیک شدن به دغدغه‌ها و دنیای شخصی جوانان نسل جدید بود و پرونده باز است، داستانی دربارهٔ قصاص است. پرونده باز است در رابطه با نوجوانی است که ناخواسته مرتکب قتل دوست خود می‌شود و در زندان در انتظار حکم است.
پوراحمد در سال ۱۴۰۰ کتاب همه ما شریک جرم هستیم را نوشت. در آغاز، نام نویسندهٔ این کتاب حمید حامد معرفی شده بود. اما نشر مهری در ۱۹ فروردین ۱۴۰۲ چند روز پس از درگذشت پوراحمد، او را به‌عنوان نویسنده این رمان معرفی کرد. این اثری صریح و انتقادی علیه انقلابِ ۱۳۵۷ و حاکمانِ نظام جمهوری اسلامی ایران و ستایشی آشکار از زنان و بعضی چهره‌های معاصر سیاسی ایران از جمله فرخ‌رو پارسا و امیرعباس هویدا است.
پرونده باز است آخرین فیلم پوراحمد بود که بدون او در چهل و یکمین دورهٔ جشنوارهٔ بین‌المللی فیلم فجر حضور پیدا کرد. پوراحمد حتی در نشست خبری فیلم خود در این جشنواره — که پس از خیزش ۱۴۰۱ ایران برگزار شد — حضور پیدا نکرد و در صفحهٔ اینستاگرام خود نوشت «جشنوارهٔ فیلم فجر دیگر جشن سینمای ایران نیست، جشن دو سه ارگان خاص است، در این چند ساله جشنواره برای من هیچ ارزش و اهمیتی نداشته به‌ویژه در این سال خونبار و دردناک، با این همه داغی که بر دل داریم دیگر چه جشنی چه جشنواره‌ای؟»

## دیدگاه سیاسی

پوراحمد در کنار فرح پهلوی

پوراحمد در خودزندگی‌نامه‌اش کودکی نیمه‌تمام نوشت که در جوانی آرزوی سقوط محمدرضاشاه را داشت. او طی انقلابِ ۱۳۵۷ هنگام ورود سید روح‌الله خمینی به ایران به‌عنوان عکاس در کمیته استقبال از او فعالیت داشت. او گفت برخی آثارش در سال‌های آغاز پس از انقلاب متأثر از این اتفاقات بودند. اما او در کتاب همه ما شریک جرم هستیم علیه انقلابِ ۱۳۵۷ و حاکمانِ نظام جمهوری اسلامی ایران انتقاد و برخی چهره‌های سیاسی ایران پهلوی شامل فرخ‌رو پارسا و امیرعباس هویدا را ستایش کرد.
پوراحمد بارها در بیان دیدگاه‌های سیاسی خود از میرحسین موسوی و حسن روحانی دفاع کرد. او در سال ۱۳۸۸ عکس موسوی و سید محمد خاتمی را در دست داشت و سال ۱۳۹۶ با حضور در برنامهٔ سی و پنج از برجام دفاع کرد و صدا و سیما را «رسانهٔ میلی» خواند. او در فروردین ۱۳۹۹ در مصاحبه با رادیو فردا خواستار آزاد شدن زندانیان سیاسی از جمله زندانیان محیط زیستی شد.

## مرگ
پوراحمد ۱۶ فروردین ۱۴۰۲ در بندرانزلی درگذشت. خبرگزاری‌های رسمی جمهوری اسلامی ایران به‌نقل از خانواده پوراحمد اعلام کردند که او بر اثر ایست قلبی درگذشته است. اما مجله فیلم امروز به سردبیری هوشنگ گلمکانی دلیل مرگ او را خودکشی اعلام کرد. همچنین رسانه‌های ایران گزارش دادند پوراحمد پیش از مرگ هشت صفحه یادداشت نوشته که در اختیار نیروی انتظامی است. دادستان عمومی و انقلاب استان گیلان نیز اعلام کرد که بر پایه بررسی‌های اولیه، مرگ وی به علت خودکشی بوده است.

### مشکوک بودن مرگ
کانون کارگردانان در بیانیه‌ای گفت: «پوراحمد کارگردانی عصیانگر بود نه افسرده، معترض بود نه ناامید و بیش از خویش نگران آینده سینمای ایران بود» دویچه وله مرگ وی را مشکوک دانست. پگاه پوراحمد، دختر کیومرث پوراحمد نیز دربارهٔ مرگ پدرش ابراز تردید کرد. خواهر کیومرث پوراحمد همزمان با سالروز درگذشت او در کامنتی در پست اینستاگرام صفحه خانه سینما نوشت: «برادرِ من پایش به جایی گیر نکرد. ولی اول شکنجه‌اش کردند و بعد جسد بی‌جانش را به دار آویختند…». دختر کیومرث پوراحمد هم ادعای عمه‌اش را درست خواند که او با خودکشی، نَمُرده است.

### خاکسپاری
مراسم خاکسپاری پوراحمد در ۱۸ فروردین ۱۴۰۲ در قطعه هنرمندان بهشت زهرا تهران برگزار شد. در این مراسم کتایون ریاحی، گلاب آدینه و فاطمه معتمد آریا، سه بازیگر سرشناس، بی‌حجاب شرکت کردند.

### واکنش‌ها
باربد گلشیری هنرمند و فرزند هوشنگ گلشیری در واکنش به درگذشت کیومرث پوراحمد گفت:
«این روزها بسیار جوان‌ها را کشتند و گفتند از بلندی افتاده‌اند. کم هم نبوده است از این دست تصادف‌ها. احمد تفضلی را به حیلت کذب تصادف حذف کردند. علت مرگ شمس‌الدین امیرعلایی وزیر مصدق نیز که مانند پوراحمد ولایت‌فقیه را نقد کرده بود، تصادف اعلام شد اما دلیل حقیقی مرگ، تزریق بود؛ مانند مجید شریف و احمد میر اعلایی.»
اصغر فرهادی نیز در واکنش به درگذشت پوراحمد در پیامی گفت: 
«مرگ کیومرث پوراحمد یکی از دردناکترین اتفاق‌های سینمای ماست. او بعد از دیدن سریال من، فیلم‌نامه «شب یلدا» را داد که بخوانم و نظر بدهم، آن هم وقتی هنوز جوان بودم. این ویژگی او بود که آدم‌ها را به عنوان آدم نگاه می‌کرد. برای من مرگ علی حاتمی هم چنین حسی داشت و انگار ریشه هر دو در کارهایشان یک جور است. مرگ این دو به عنوان ایرانی‌ترین فیلمسازانی که می‌شناسم، برایم غم‌انگیز بود و فکر نمی‌کنم نمونه و مشابهی در این دوران رقابت‌ها و ناخالصی‌ها همچون کیومرث پوراحمد پیدا شود.»
حبیب احمدزاده، نویسنده و فیلمنامه‌نویس که به‌گفتهٔ خود پوراحمد سال‌ها از نزدیک‌ترین دوستانش به‌شمار می‌رفت، در مراسم خاکسپاری او گفت:
«کیومرث همیشه معتقد بود باید ایرانی باشد که بتوانیم دربارهٔ آینده آن صحبت کنیم، اگر ایرانی نباشد همهٔ این بحث‌ها کشک است. زحماتی که کیومرث برای این مملکت کشیده را خراب نکنیم.»
بعد از قتل داریوش مهرجویی تئوری‌هایی از سوی برخی مطرح شد که این جنایت برایشان یادآور قتل‌های زنجیره‌ای ایران است. در همین راستا رضا پهلوی، آخرین ولیعهد ایران در پیامی بیان داشت قتل داریوش مهرجویی و وحیده محمدی‌فر، ماه‌ها پس از مرگ مشکوک دیگر کارگردان شناخته‌شده سینمای ایران، کیومرث پوراحمد، برای بسیاری از ایرانیان، نشانه‌هایی از قتل‌های حکومتی را در خود دارد.

## آثار

### فیلم
| سال     | نام اثر           | کارگردان | نویسنده | بازیگر | تهیه‌کننده | توضیحات          |
| ------- | ----------------- | -------- | ------- | ------ | --------- | ---------------- |
| ۱۴۰۱    | ویلای ساحلی       |          |         | آری    |           | سینمایی          |
| ۱۴۰۱    | پرونده باز است    | آری      | آری     |        |           | سینمایی          |
| ۱۴۰۰    | نگهبان شب         |          |         | آری    |           | سینمایی          |
| ۱۳۹۷    | تیغ و ترمه        | آری      | آری     |        |           | سینمایی          |
| ۱۳۹۷    | جمشیدیه           |          |         | آری    |           | سینمایی          |
| ۱۳۹۶    | رضا               |          |         |        | آری       | سینمایی          |
| ۱۳۹۴    | کفشهایم کو؟       | آری      | آری     |        |           | سینمایی          |
| ۱۳۹۲    | ۵۰ قدم آخر        | آری      | آری     |        |           | سینمایی          |
| ۱۳۸۸–۸۹ | پرانتز باز        | آری      | آری     |        |           | مجموعهٔ تلویزیونی |
| ۱۳۸۶    | برج               |          |         | آری    |           | مجموعهٔ تلویزیونی |
| ۱۳۸۵    | اتوبوس شب         | آری      | آری     |        |           | سینمایی          |
| ۱۳۸۴    | نوک برج           | آری      |         |        |           | سینمایی          |
| ۱۳۸۳    | گل یخ             | آری      | آری     |        |           | سینمایی          |
| ۱۳۸۰    | شب یلدا           | آری      | آری     |        |           | سینمایی          |
| ۱۳۷۵–۷۶ | سرنخ              | آری      | آری     |        | آری       | مجموعهٔ تلویزیونی |
| ۱۳۷۴    | خواهران غریب      | آری      | آری     | آری    |           | سینمایی          |
| ۱۳۷۳    | به خاطر هانیه     | آری      | آری     |        |           | سینمایی          |
| ۱۳۷۲    | نان و شعر         | آری      | آری     |        |           | سینمایی          |
| ۱۳۷۱    | سفرنامهٔ شیراز     | آری      | آری     | آری    |           | سینمایی          |
| ۱۳۷۱    | صبح روز بعد       | آری      | آری     | آری    |           | سینمایی          |
| ۱۳۷۰    | شرم               | آری      | آری     | آری    | آری       | سینمایی          |
| ۱۳۶۹–۷۰ | قصه‌های مجید       | آری      | آری     |        | آری       | مجموعهٔ تلویزیونی |
| ۱۳۶۸    | شکار خاموش        | آری      | آری     |        |           | سینمایی          |
| ۱۳۶۷    | لنگرگاه           | آری      | آری     |        |           | سینمایی          |
| ۱۳۶۶    | گاویار            | آری      | آری     |        |           | سینمایی          |
| ۱۳۶۶    | شکوه زندگی        |          | آری     |        |           | سینمایی          |
| ۱۳۶۵    | آلبوم تمبر        | آری      | آری     | آری    |           | سینمایی          |
| ۱۳۶۳    | بی‌بی چلچله        | آری      | آری     |        |           | سینمایی          |
| ۱۳۶۳    | تاتوره            | آری      | آری     |        |           | سینمایی          |
| ۱۳۶۱    | باران             | آری      | آری     |        |           | سینمایی          |
| ۱۳۶۰    | تابستان سال آینده | آری      |         |        |           | مجموعهٔ تلویزیونی |
| ۱۳۵۷    | قصه خیابان دراز   |          | آری     |        |           | سینمایی          |

### فیلم‌نامه‌ها
فیلم‌نامه‌های کیومرث پوراحمد عبارت است از:
- قصه خیابان دراز
- سریال میرآب

### کتاب
- همه ما شریک جرم هستیم[۱]

## جایزه‌ها
- برندهٔ جایزهٔ ویژه و لوح تقدیر سازمان میراث فرهنگی، صنایع دستی و گردشگری برای فیلم به خاطر هانیه
- برندهٔ سیمرغ بلورین بهترین کارگردانی جشنوارهٔ فیلم فجر برای فیلم خواهران غریب
- برندهٔ جایزهٔ بهترین کارگردانی جشنوارهٔ فیلم پنانگ برای فیلم خواهران غریب
- برندهٔ تندیس بهترین فیلم جشن انجمن منتقدان و نویسندگان سینمایی ایران برای فیلم شب یلدا
- برندهٔ تندیس بهترین کارگردانی و تندیس بهترین فیلم‌نامه جشن خانهٔ سینما برای فیلم اتوبوس شب
- برندهٔ جایزهٔ بزرگ هیئت داوران جوایز آسیا پاسیفیک برای فیلم اتوبوس شب
- نامزد جایزهٔ صفحه نمایش آسیا و اقیانوسیه جوایز آسیا پاسیفیک برای فیلم اتوبوس شب
- نامزد جایزهٔ لینو بروکا جشنوارهٔ بین‌المللی فیلم مانیل برای فیلم اتوبوس شب
- برندهٔ جایزهٔ پروانهٔ زرین بهترین کارگردانی جشنوارهٔ بین‌المللی فیلم‌های کودکان و نوجوانان برای فیلم اتوبوس شب
- برندهٔ جایزهٔ بهترین کارگردانی جشنوارهٔ بین‌المللی فیلم خروس طلایی برای فیلم اتوبوس شب
- برندهٔ جایزهٔ ویژهٔ بهترین فیلم‌نامهٔ جشنوارهٔ بین‌المللی فیلم رشد برای فیلم صبح روز بعد